# Song Long Hội

Song Long Hội

Song Long Hội (tiếng Hoa: 双龙会 Shuang Long Hui; tiếng Anh: Double Dragons) là một tập 30 phim được sản xuất năm 2002.

## Tóm tắt phim
Bộ phim lấy bối cảnh thời vua Càn Long (Trương Thiết Lâm thủ vai) của triều đại nhà Thanh. Để bảo vệ nền thái bình của đất nước, vua Càn Long đã không ngần ngại phái người có tướng mạo giống vua là Hồng Lập (Trương Quốc Lập thủ vai) thay mặt ông xử lý việc triều chính, còn ông thì giả dạng thường dân đi thị sát dân tình.
Song Long Hội thật giả khó phân, tạo ra nhiều tình tiết ly kỳ hấp dẫn.

## Diễn viên
- Trương Thiết Lâm vai Càn Long
- Trương Quốc Lập vai Hồng Lập
- Vương Cương vai Hòa Thân
- Đặng Tiệp vai Đại Mai
- Giả Tịnh Văn vai Thanh Đình
- Ngô Thần Quân vai Viên Minh Anh